# East Side Mall
Die East Side Mall ist ein Einkaufszentrum an der Warschauer Brücke in Berlin-Friedrichshain mit einer Verkaufsfläche von 25.000 m² auf drei Einzelhandelsebenen sowie einer Gesamtfläche von 38.000 m² und 120 Einzelhandelsgeschäften. Das Einkaufszentrum wurde 2018 eröffnet.

## Geschichte
Die Freo Group GmbH erwarb im Jahr 2015 das Gelände zwischen der Uber Arena und der Warschauer Brücke – zu der ein direkter Übergang existiert. Im Mai 2016 begannen die Bauarbeiten, die Eröffnung erfolgte am 31. Oktober 2018 als 69. Einkaufszentrum der Stadt. Der niederländische Architekt Ben van Berkel hat die East Side Mall im Ufo-Stil entworfen. Die Baukosten waren mit rund 200 Millionen Euro veranschlagt. 2019 wurde der Zugang von der Warschauer Brücke erlaubt, der vorher wegen fehlender Sicherheitsvorkehrungen nicht zugelassen worden war.

## Mieter
Im Einkaufszentrum finden sich die üblichen Kettenläden des Einzelhandels, Supermärkte, dazu Fastfood, Banken und Telekom-Anbieter. In der East Side Mall betreibt ein Exprofi von Union Berlin, Benjamin Köhler, ein Eiscafé.

## Wahrnehmung in der Öffentlichkeit
Auf Zeit.de erschien zur Eröffnung der Mall 2018 eine längere Reportage, in der das Einkaufszentrum als „Ort urbaner Hoffnungslosigkeit“ bezeichnet wurde. In der Berliner Stadtzeitschrift Zitty erschien eine Kolumne mit dem Titel: „Kann man’s bitte wieder abreißen?“ Der Bau sei ein „nach außen abgeschotteter Betonriegel im Ufo-Stil“ ohne Gesicht, in einer „klinisch tot[en]“ Gegend.